# تابع فاصله علامت‌دار

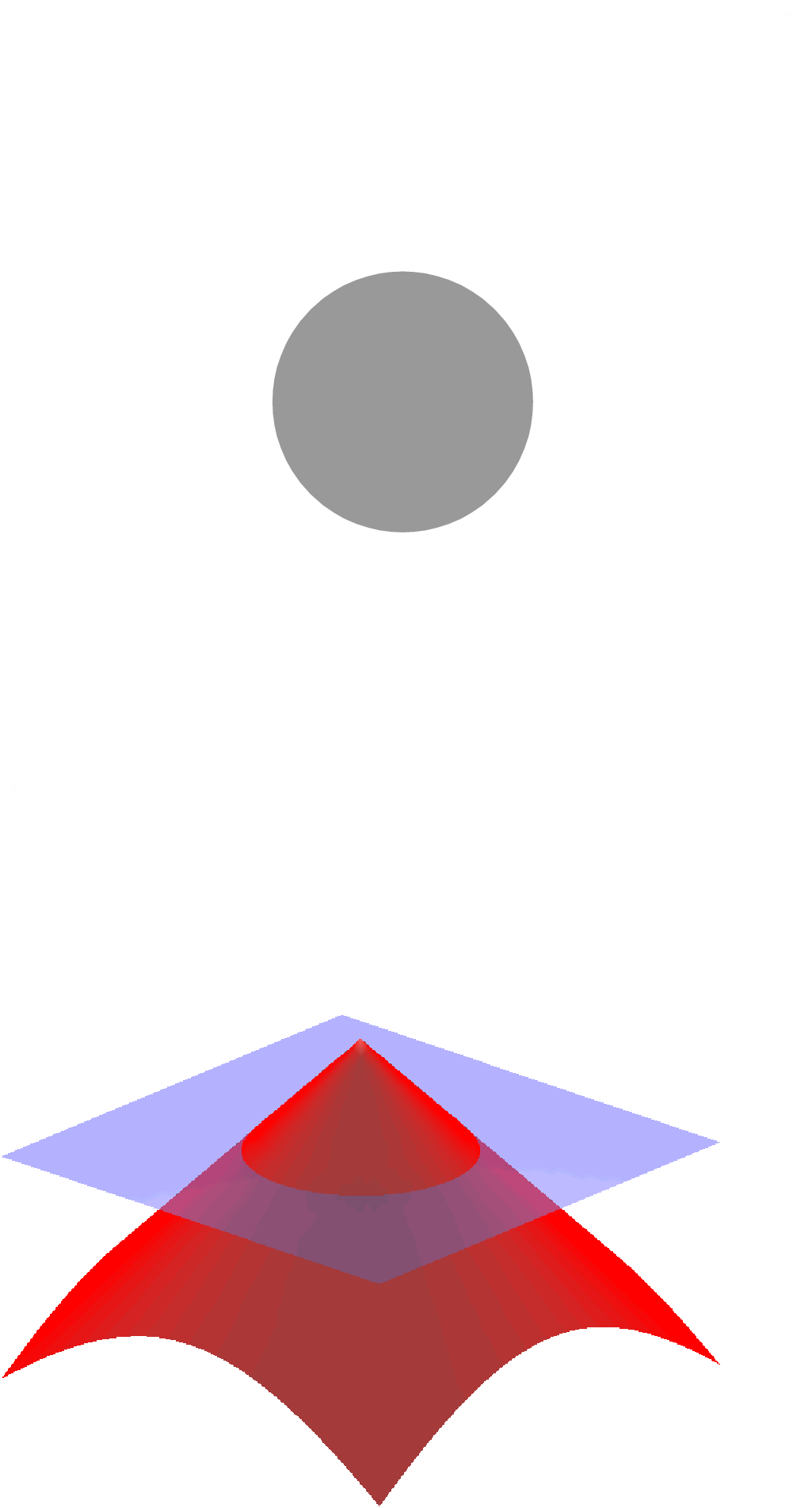
یک دیسک (در بالا به رنگ خاکستری) و تابع فاصلهٔ علامت‌دارش (پایین، به فرمز) سطح x-y به رنگ آبی نمایش داده شده است..

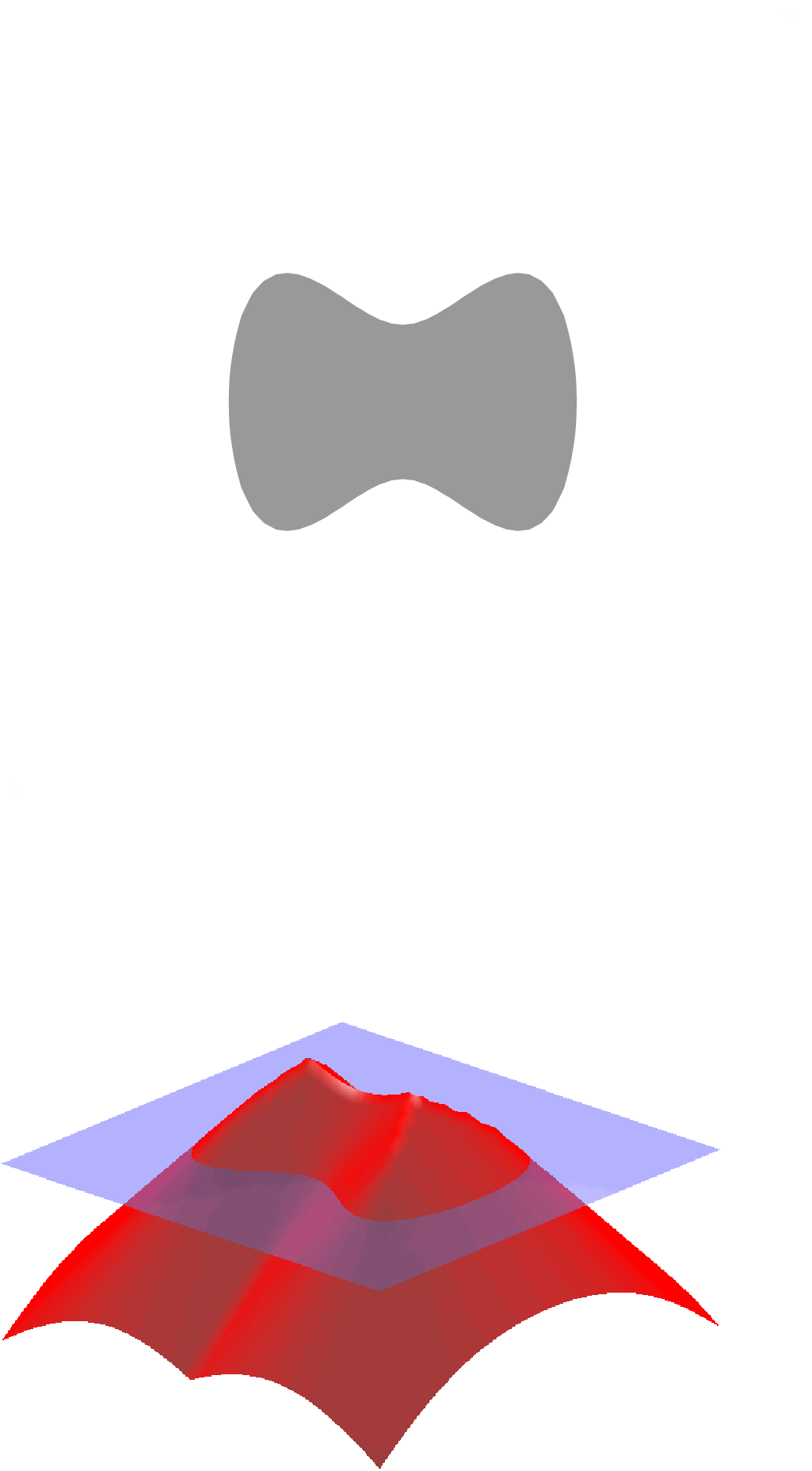
شکل پیچیده‌تر و تابع فاصلهٔ علامت‌دار آن در پایین به رنگ قرمز.

در ریاضیات و کاربردهایش، تابع فاصله علامت‌دار (انگلیسی: Signed distance function) (یا تابع فاصلهٔ جهت‌دار) مجموعه‌ای Ω است که در فضای متری فاصلهٔ نقطهٔ دادهٔ شدهٔ x ار مرز Ω را به طوری که علامت نشان دهندهٔ این باشد که آیا x در Ω است مشخص می‌کند. این تابع دارای مقادیر مثبت در نقاط x درون Ω و مقدارش با نزدیک شدن به مرز Ω که علامت صفر است کم می‌شود و در بیرون Ω مقادیر منفی می‌گیرد.